# John Holl
Pour les articles homonymes, voir Holl.
John Holl, né le 16 août 1802 à Lambeth (borough de Londres) et mort à Londres le 6 avril 1869, est un propriétaire foncier et homme politique prince-édouardien. Il est premier ministre de l'Île-du-Prince-Édouard en 1854.

## Biographie

### Propriétaire foncier
John Myrie Holl est né le 16 août 1802 à Lambeth (borough de Londres), en Angleterre. Il est le fils John M. Holl et d’Ann Lewis. Il vit en Angleterre, dans le Surrey et dans le Devon. En 1825, il se marie avec Ann, fille de William Smart, avec qui il aura six fils et une fille. En 1836, il émigre dans l'Île-du-Prince-Édouard avec sa femme et ses enfants.
Dans l'Île-du-Prince-Édouard, il achète un domaine agricole près de Charlottetown, de plus de 600 acres, qu'il appelle Kenwith. Il devient président de la Royal Agricultural Society locale et exerce entre autres les fonctions de juge de paix. 

### Homme politique conservateur
En 1839, le lieutenant-gouverneur de l'Île-du-Prince-Édouard, Charles Augustus FitzRoy, nomme John Holl membre du Conseil législatif.
Au début des années 1840, alors que le Conseil législatif débat de la confiscation à leurs propriétaires et de la vente des terres non défrichées, dans un contexte où les plus des deux tiers des terres sont occupées par des locataires, John Holl s'oppose à toute mesure qui porterait atteinte à la propriété privée.
En 1847, John Holl vote en faveur d'un gouvernement responsable dans la colonie et, la même année, est nommé au nouveau Conseil exécutif. En 1851, sous la pression de l'Assemblée législative de l'Île-du-Prince-Édouard, il démissionne, avec les autres membres du Conseil exécutif et prend la tête du mouvement conservateur de l'Île-du-Prince-Édouard. En février 1854, le premier ministre George Coles perd le pouvoir et, au mois d'avril suivant, John Holl est nommé premier ministre de l'Île-du-Prince-Édouard,.
Son gouvernement ne dure que quatre mois. La majorité libérale du Conseil législatif nommé s’oppose à la plupart des grands projets de loi des conservateurs et le lieutenant-gouverneur Alexander Bannerman dissout l'Assemblée législative, provoquant de nouvelles élections et amenant la démission des conservateurs en juillet 1854.
Défenseur des droits des propriétaires fonciers, John Holl n'accepte pas les lois votées en 1855 qui donnent plus de droits aux locataires des terres. Il décide de revenir en Angleterre, tandis que deux de ses fils restent dans la colonie et gèrent le domaine de Kenwith.
John Myrie Holl meurt à Londres le 6 avril 1869.